# Nicole Beukers
Nicole Beukers (ur. 7 października 1990 r. w Leiderdorp) – holenderska wioślarka, srebrna medalistka igrzysk olimpijskich, mistrzyni świata, trzykrotna wicemistrzyni Europy.

## Igrzyska olimpijskie
W 2016 roku na igrzyskach olimpijskich w Rio de Janeiro wystąpiła w rywalizacji czwórek podwójnych razem z Chantalą Achterberg, Inge Janssen, Carline Bouw. W finale zajęły drugie, zdobywając srebrny medal. Do zwycięskich Niemek straciły 0,94 sekundy.